# Liste der denkmalgeschützten Objekte in Salzburg-Hallwang
Die Liste der denkmalgeschützten Objekte in Salzburg-Hallwang enthält die denkmalgeschützten, unbeweglichen Objekte der Salzburger Katastralgemeinde Hallwang II.

## Denkmäler
| Foto |                 | Denkmal                                                            | Standort                                        | Beschreibung | Metadaten |
| ---- | --------------- | ------------------------------------------------------------------ | ----------------------------------------------- | --- | --- |
| ja   | Datei hochladen | Gut Nußdorf bzw. Berndlgut HERIS-ID: 25748 Objekt-ID: 22194        | Berg-Sam 22 Standort KG: Hallwang II            | Das Gehöft ist schon vor 748 urkundlich, die beiden Höfe sind Erbhöfe. Der Vordere Nußbaumer ist ein prächtiger Einhof, die große, neue Stallung ist heute aber quer angestellt. Das Haus ist viergeschoßig mit Krüppelwalmdach, das Portal in Stein mit spitzer Oberlichte, die Fassade von den ortstypischen Rundfenstern am Ende jeder Fensterzeile geprägt.                                                                                             | BDA-Hist.: Q125555674 Status: Bescheid Stand der BDA-Liste: 2025-06-30 Name: Gut Nußdorf bzw. Berndlgut GstNr.: 2334/1 Gut Nußdorf / Berndlgut, Bergsam        |
| ja   | Datei hochladen | Umspannwerk-Trafostation Hallwang HERIS-ID: 40519 Objekt-ID: 40462 | Linzer Bundesstraße 80 Standort KG: Hallwang II | Erbaut 1925. Das Umspannwerk setzte den Strom des neuen Speicherkraftwerks Strubklamm (ab 1920) in das Stadtnetz um. An den mächtigen, vierkantigen Trafoturm mit gestuftem Pyramidendach ist ein Quertrakt mit Mansarddach so angesetzt, dass er sich in das Bild der Nachbarhäuser einfügt, und trotz der beiden großen Zugangstore nicht allzu wuchtig wirkt. Die Gestaltung schwankt zwischen leichtem Historismus und formaler bauhausartiger Sprache. | BDA-Hist.: Q37995091 Status: Bescheid Stand der BDA-Liste: 2025-06-30 Name: Umspannwerk-Trafostation Hallwang GstNr.: 2212/4 Umspannwerk-Trafostation Hallwang |